# Mūgūru
Mūgūru är en ort i Indien.   Den ligger i distriktet Mysore och delstaten Karnataka, i den södra delen av landet, 1 800 km söder om huvudstaden New Delhi. Mūgūru ligger 662 meter över havet och antalet invånare är 7 727.
Terrängen runt Mūgūru är platt. Runt Mūgūru är det tätbefolkat, med 319 invånare per kvadratkilometer. Närmaste större samhälle är Kollegāl, 17,6 km öster om Mūgūru. Omgivningarna runt Mūgūru är en mosaik av jordbruksmark och naturlig växtlighet.